# Arie van Beek
Arie van Beek (Rotterdam, 1951) è un direttore d'orchestra e percussionista olandese.

## Biografia
Arie van Beek è nato a Rotterdam nel 1951, figlio di Joost van Beek, direttore d'orchestra e segretario a lungo termine dell'Associazione dei Direttori d'Orchestra. Ha studiato percussioni e direzione d'orchestra al Conservatorio di Rotterdam con Edo de Waart e David Porcelijn. Per quattro anni ha lavorato come percussionista con le orchestre radiofoniche del NIS. È affiliato al Conservatorio di Rotterdam dove insegna direzione d'orchestra ed è direttore della Rotterdam Young Philharmonic, orchestra filarmonica e da camera e di gruppi del dipartimento di musica classica. È stato direttore artistico del Meuse Ensemble, il gruppo di musica contemporanea con sede a Rotterdam, sin dalla sua nascita.
Nei Paesi Bassi ha lavorato regolarmente come direttore ospite dell'Amsterdam Wind Orchestra, del Dutch Dance Theatre, della Brabants Orchestra, della North Holland Philharmonic Orchestra, del National Ballet, del Delta Ensemble, di Asko Ensemble, del Nieuw Ensemble e della Little Opera Foundation . È direttore ospite regolare delle orchestre di Avignone e Poitou-Charentes in Francia, delle orchestre di Örebro, Sundsvall e Linköping in Svezia e della Östgöta Wind Orchestra in Svizzera. È stato inoltre direttore ospite dell'orchestra radiofonica di Lugano, dell'orchestra da camera di Pardubice nella Repubblica Ceca, della Nordwestdeutsche Philharmonie in Germania e della Bangkok Symphony Orchestra in Thailandia.
Dal 1994 è direttore principale dell'Orchestre d'Auvergne, Francia. Con questa orchestra tiene circa 60 concerti all'anno in Francia e ha girato i Paesi Bassi, Belgio, Germania, Italia, Spagna, Marocco e Giappone. È anche direttore permanente del Doelenensemble, specializzato in repertorio del XX e XXI secolo, che ha realizzato numerose registrazioni di CD.

## Interessi e riconoscimenti
Arie van Beek dirige opere che vanno dal periodo barocco al XXI secolo. È particolarmente interessato alla musica contemporanea e ha diretto le prime esecuzioni di opere di compositori come Karol Beffa, Guillaume Connesson, Kaija Sarraiho, Aulis Sallinen, Peter-Jan Wagemans, Klaas de Vries, Hans Koolmies, Domenique Lemaitre, Andre Serre-Milan , Jean-Pascal Beintus e Suzanna Giraud.
Nel novembre 2003 la città di Rotterdam ha conferito ad Arie van Beek l'Elly Ameling Prize per il suo lavoro come direttore d'orchestra negli ultimi 30 anni. Nell'aprile 2007 Renaud Donnedieu de Vabres, ministro francese della Cultura e della Comunicazione, ha nominato Arie van Beek "Chevalier des Arts et des Lettres". Nel febbraio 2008 è stato insignito della Medaglia della Città di Clermont Ferrand.

## Discografia
Alcune delle sue registrazioni come direttore d'orchestra sono:
| Anno | Opera                                                                  | Album                                | Etichetta          | Note                                   |
| ---- | ---------------------------------------------------------------------- | ------------------------------------ | ------------------ | -------------------------------------- |
| 1997 | Express                                                                | Paul Termos                          | Donemus            | Doelenensemble                         |
| 1998 | Lavori vari                                                            | Romantisch Wijn Concert              | Music DeLux        | Compilazione di CD, disco promozionale |
| 1999 | Lavori vari                                                            | Chants Sacrés D'Orient Et D'Occident | Virgin Classics    | 2xCD, Album - Coro Ensemble De La Paix |
| 2005 | Adagio dal Concerto per violino di De Fesch n. 2                       | Cooldown Classix                     | Impogram           | Parte della compilation 3xCD           |
| 2007 | Concerto per pianoforte n. 1 in mi minore op. 11: Romantico, Larghetto | Classic Relaxz Volume 2              | Happinez           |                                        |
| 2008 | Larghetto, dal Concerto per pianoforte n. 2 in fa minore op. 21        | Classical Chillout                   | Brilliant Classics | Parte della compilation 2xCD           |
|      | Intermezzo                                                             | Schumann* - Concertos (Complete)     | Brilliant Classics | Parte di 2xCD                          |